# Paramixogaster variegatus
Paramixogaster variegatus är en tvåvingeart som först beskrevs av Walker 1852.  Paramixogaster variegatus ingår i släktet Paramixogaster och familjen blomflugor. Inga underarter finns listade i Catalogue of Life.